# Championnat du monde de snooker 2025
Le Championnat du monde 2025 est un tournoi de snooker de catégorie classée comptant pour la saison 2024-2025. L'épreuve se déroule du 19 avril 2025 au 5 mai 2025 au Crucible Theatre de Sheffield, en Angleterre. Elle est organisée par la WPBSA et parrainée par la société britannique de services informatiques Halo.

## Déroulement

### Contexte avant le tournoi
Ce tournoi se présente comme la troisième et dernière épreuve de la Triple Couronne (Triple Crown en anglais), un ensemble de trois tournois britanniques universellement reconnus comme étant les plus prestigieux dans le snooker. Les autres tournois constituant la Triple Couronne sont le Championnat du Royaume-Uni qui s'est déroulé en novembre et décembre 2024 et le Masters qui s'est tenu en janvier 2025. Les joueurs qui ont remporté au moins une fois ces trois tournois arborent une couronne dorée brodée sur leur veston.
L'Anglais Kyren Wilson est le tenant du titre, après avoir remporté un premier titre mondial l'an passé face à Jak Jones sur le score de 18 manches à 14 en finale. Il devra faire face à la malédiction du Crucible (en), qui implique qu'aucun nouveau champion du monde n'a réussi à défendre son titre avec succès l'année suivante.

### Faits marquants
Jackson Page devient le premier joueur dans l'histoire du snooker à compiler deux breaks maximums lors d'un même match, lors du 3e tour de qualification,. Il est également le premier joueur à empocher le bonus de 147 000 livres sterling alloué à un joueur qui réalise deux breaks de 147 points dans les tournois de la Triple Couronne d'une même saison.
Zak Surety, Daniel Wells et Lei Peifan sont des « débutants » : ils se qualifient pour la première fois pour jouer au Crucible Theatre. Zhao Xintong passe les quatre tours de qualification en tant qu'amateur.
Dix joueurs chinois figurent dans le tableau principal, ce qui constitue un record.
Kyren Wilson subit la malédiction du Crucible et se faire sortir d'entrée par le débutant Lei Peifan à l'issue d'une manche décisive, alors que le champion du monde en titre menait 6-3 à l'issue de la première session.
Mark Allen réalise un break de 147 points lors des 8es de finale.
Mark Williams devient le finaliste le plus âgé de l'histoire à 50 ans après sa victoire 17-14 en demi-finale face à Judd Trump, ce dernier établissant un nouveau record avec 107 centuries au cours de la saison. Zhao Xintong bat Ronnie O'Sullivan 17-7 en seulement trois sessions pour accéder également à la finale. Zhao remporte son premier titre mondial sur le score de 18 manches à 12. Il devient le premier champion du monde Chinois et intègre directement le top 16 mondial.

## Dotation
La répartition des prix est la suivante :
- Vainqueur : 500 000 £
- Finaliste : 200 000 £
- Demi-finalistes : 100 000 £
- Quart de finalistes : 50 000 £
- 8es de finalistes : 30 000 £
- 16es de finalistes : 20 000 £
- 4e tour de qualification : 15 000 £
- 3e tour de qualification : 10 000 £
- 2e tour de qualification : 5 000 £
- Meilleur break : 15 000 £

Dotation totale : 2 395 000 £

## Joueurs qualifiés
Les seize premiers au classement mondial sont qualifiés directement pour le tableau final. Quel que soit son classement, le tenant du titre est automatiquement tête de série numéro 1, alors que les autres joueurs sont positionnés en fonction de leur classement. Les seize places restantes sont attribuées après des phases de qualification disputées en quatre tours.

## Résumé

### Qualifications
Mené 6-3 à l'issue de la première session et ayant perdu une manche à cause de la règle des trois miss, Jimmy White effectue une remarquable remontée et s'impose 10-9 face à Anton Kazakov à plus d'une heure du matin. Aucune des quatre femmes ne passe le premier tour.
Marco Fu devient le 7e joueur de l'histoire du snooker à réaliser un break avec 16 billes rouges. Anthony Hamilton mène 9-0 au terme de la première session de son match du 2e tour de qualification, avant d'être remonté à 9-8 par Steven Hallworth. Mené 63-0 dans la 18e manche, le Sheriff of Pottingham réalise un break de 69 points pour s'imposer sur la bille noire.
Joe Perry annonce qu'il prendra sa retraite à l'issue de ce tournoi. Il en va de même pour Dominic Dale qui en a déjà fait l'annonce depuis il y a plusieurs mois. Ils sont tous les deux éliminés au 3e tour de qualification.
Jackson Page devient le premier joueur dans l'histoire du snooker à compiler deux breaks maximums lors d'un même match, à l'occasion de sa victoire 10-2 face à Allan Taylor. Il est également le premier joueur à empocher le bonus de 147 000 livres sterling alloué à un joueur qui réalise deux breaks de 147 points dans les tournois de la Triple Couronne d'une même saison.
Chris Wakelin est le premier qualifié pour le Crucible Theatre en disposant facilement de Martin O'Donnell 10-2. Il est rapidement rejoint par Zak Surety (l'Anglais capitalisant sur sa meilleure saison au cours de laquelle il a notamment atteint les demi-finales de l'Open mondial 2025), qui a éliminé Jack Lisowski puis Ricky Walden pour devenir le premier débutant cette année. Officiellement de retour la saison prochaine sur le circuit professionnel, Zhao Xintong passe quatre tours de qualification en tant qu'amateur. Ben Woollaston se qualifie également, 13 ans après son unique accession au tableau principal. La fin de journée est plus dramatique avec deux manches décisives. David Gilbert est mené 9-7 par Aaron Hill avant de glaner les trois dernières manches, tandis que Daniel Wells domine Gary Wilson (la tête de série des qualifications) d'une courte tête pour devenir le deuxième débutant.
Ali Carter se qualifie pour le tableau principal pour la 21e fois de sa carrière, en dépit de douleurs au cou qui ont failli le forcer à se retirer. La deuxième soirée du Judgement Day est ponctuée par trois manches décisives. Lei Peifan devient le troisième débutant cette année et porte le total de joueurs chinois à dix, ce qui est un record. Wu Yize renverse l'expérimenté Matthew Stevens, notamment grâce à un empochage remarquable sur la bille verte. Matthew Selt bat son ami proche Jimmy Robertson sur la dernière bille noire, à l'issue d'une manche tactique de 49 minutes.

### 16esde finale
Kyren Wilson subit la malédiction du Crucible et se fait sortir d'entrée par le débutant Lei Peifan. Le champion du monde en titre menait 6-3 à l'issue de la première session, avant de concéder six manches consécutives pour se retrouver dos au mur. Wilson remporte les trois manches suivantes pour disputer une manche décisive, décrochée par le joueur chinois grâce à un break de 66 points.
Mark Selby et Neil Robertson font partie des têtes de série qui chutent dès leur entrée en lice.

### 8esde finale
Mark Allen réalise un break de 147 points.
John Higgins et Xiao Guodong disputent une rencontre âpre et accrochée du début à la fin. L'écossais mène 12-11 à l'issue de la troisième session après avoir manqué une occasion de remporter le match en ratant une bille noire sur son spot. Les deux hommes terminent la rencontre en fin de journée, Higgins s'imposant à l'issue d'une manche décisive.
Luca Brecel réalise l'une des meilleures sessions au Crucible Theatre au début de son match face à Ding Junhui. Il remporte sept manches consécutives au cours desquelles le joueur chinois de parvient à marquer que 15 points. Le public ponctue cette session par une standing ovation.
Judd Trump atteint les 100 centuries au cours de la saison 2024-2025. Cela lui rapporte un bonus de 100 000 livres sterling. Cet accomplissement n'a été réalisé qu'à trois reprises dans l'histoire du snooker : en 2013-2014 par Neil Robertson (103 centuries) et en 2019-2020 par Trump (102 centuries).
Luca Brecel et Ronnie O'Sullivan remportent leurs matchs respectifs 13-4 à l'issue d'une troisième session d'une durée de 30 minutes.

### Quarts de finale
Les légendes Mark Williams et John Higgins s'affrontent pour la 43e fois de leur carrière. A égalité à l'issue des deux premières sessions, Williams prend le large et mène 12-8. Higgins réplique en glanant quatre manches consécutives. La manche décisive est âprement disputée : Higgins manque l'empochage de la bille bleue pour le gain du match, puis Williams empoche les trois dernières billes pour s'imposer 13-12.
Zhao Xintong gagne sur le score fleuve de 13 manches à 5 face à Chris Wakelin, l'Anglais semblant ressentir davantage de pression à ce stade du tournoi. Il se qualifie pour les demi-finales alors qu'il est encore officiellement « amateur ».
Ronnie O'Sullivan s'impose 13-9 face à Si Jiahui, notamment grâce à une bonne première session (6-2) et à des breaks cruciaux lors de la troisième session.
Judd Trump et Luca Brecel se livrent un duel de haute volée. Trump début mieux le match et mène 5-1, avant que le Belge ne retrouve son meilleur niveau en glanant six manches consécutives. Dos-à-dos à l'issue de deux sessions, Trump remporte les cinq manches suivantes et gagne 13-8.

### Demi-finales
Dans la première demi-finale, les débats initiaux sont équilibrés entre le septuple vainqueur de l'épreuve Ronnie O'Sullivan et Zhao Xintong. La deuxième session est outrageusement dominée par le joueur Chinois qui en remporte les huit manches (12-4). O'Sullivan bénéficie d'un très bon accueil du public à l'entame de la troisième session, mais son retard est trop important. Zhao s'impose sur le score de 17 manches à 7 sans avoir besoin de disputer la dernière session. Les deux joueurs se quittent après une longue accolade à l'issue de laquelle Zhao invite le public à applaudir 0'Sullivan, qu'il considère comme son mentor.
Dans la seconde demi-finale, Mark Williams et Judd Trump s'affrontent dans une répétition de la rencontre de 2022 (remportée 17-16 par Trump). L'Anglais s'adjuge la première session 5-3, mais Williams s'accroche et remonte au score à l'issue de la deuxième session. Le Gallois met à profit son expérience et sa ténacité pour s'imposer sur le score de 17 manches à 14, mettant fin à une série de défaites face à Trump lors de matchs importants. Trump établit le nouveau record de centuries en une saison avec 107 unités.

### Finale
L'entame de la finale est dominée par Zhao Xintong qui glane sept des huit manches disputées, en réalisant deux centuries. Mark Williams débute la deuxième session en remportant deux manches consécutives, mais Zhao lui répond pour conserver son avance. Le scénario se répète après l'intervalle, mais le Gallois gagne la 17e manche pour remporter la session 5-4. Le score est de 11 manches à 6 en faveur du joueur Chinois à l'issue de la première journée.
La troisième session tourne de nouveau largement à l'avantage de Zhao (6-2), qui mène alors 17-8 et se situe aux portes du titre mondial. Williams bénéficie d'un très bon accueil du public pour l'ultime session du tournoi, même si sa mission de remporter dix manches consécutives semble illusoire. Le Gallois ne se démonte pas et glane quatre manches consécutives, le joueur Chinois étant visiblement en proie à une forte pression. Zhao parvient à compiler un break de 87 points et devient champion du monde à l'âge de 28 ans, sur le score de 18 manches à 12. Avec Terry Griffiths et Shaun Murphy, il est le troisième joueur issu des qualifications à réaliser un tel accomplissement. Il devient également le premier joueur Chinois à obtenir le titre mondial, la dotation de 500 000 £ lui permettant d'accéder directement au top 16 du classement mondial. La finale a été suivie par près de 150 millions de personnes dans le monde. Williams se console par une place de no 3 mondial et le statut de finaliste le plus âgé du championnat du monde à 50 ans.

## Tableau
|  | 1er tour                   | 1er tour                   | 1er tour                   |                    |                   | 2e tour                    | 2e tour                    | 2e tour                    |  |  | Quarts de finale           | Quarts de finale           | Quarts de finale           |  |  | Demi-finales               | Demi-finales               | Demi-finales               |
|  | au meilleur des 19 manches | au meilleur des 19 manches | au meilleur des 19 manches |                    |                   | au meilleur des 25 manches | au meilleur des 25 manches | au meilleur des 25 manches |  |  | au meilleur des 25 manches | au meilleur des 25 manches | au meilleur des 25 manches |  |  | au meilleur des 33 manches | au meilleur des 33 manches | au meilleur des 33 manches |
|  |                            |                            |                            |                    |                   |                            |                            |                            |  |  |                            |                            |                            |  |  |                            |                            |                            |
|  | 19 avril                   |                            |                            |                    |                   |                            |                            |                            |  |  |                            |                            |                            |  |  |                            |                            |                            |
|  |                            |                            |                            |                    |                   |                            |                            |                            |  |  |                            |                            |                            |  |  |                            |                            |                            |
|  | 1                          | Kyren Wilson               | 9                          |                    |                   |                            |                            |                            |  |  |                            |                            |                            |  |  |                            |                            |                            |
|  | 1                          | Kyren Wilson               | 9                          | 25, 26 et 27 avril |                   |                            |                            |                            |  |  |                            |                            |                            |  |  |                            |                            |                            |
|  | 39                         | Lei Peifan                 | 10                         |                    |                   |                            |                            |                            |  |  |                            |                            |                            |  |  |                            |                            |                            |
|  | 39                         | Lei Peifan                 | 10                         | 39                 | Lei Peifan        | 10                         |                            |                            |  |  |                            |                            |                            |  |  |                            |                            |                            |
|  | 20 et 21 avril             |                            |                            | 39                 | Lei Peifan        | 10                         |                            |                            |  |  |                            |                            |                            |  |  |                            |                            |                            |
|  |                            | a                          | Zhao Xintong               | 13                 |                   |                            |                            |                            |  |  |                            |                            |                            |  |  |                            |                            |                            |
|  | 16                         | a                          | Zhao Xintong               | 13                 | Jak Jones         | 4                          |                            |                            |  |  |                            |                            |                            |  |  |                            |                            |                            |
|  | 16                         |                            |                            |                    | Jak Jones         | 4                          | 29 et 30 avril             |                            |  |  |                            |                            |                            |  |  |                            |                            |                            |
|  | a                          | Zhao Xintong               | 10                         |                    |                   |                            |                            |                            |  |  |                            |                            |                            |  |  |                            |                            |                            |
|  | a                          | Zhao Xintong               | 10                         | a                  | Zhao Xintong      | 13                         |                            |                            |  |  |                            |                            |                            |  |  |                            |                            |                            |
|  | 19 et 20 avril             |                            |                            | a                  | Zhao Xintong      | 13                         |                            |                            |  |  |                            |                            |                            |  |  |                            |                            |                            |
|  |                            | 20                         | Chris Wakelin              | 5                  |                   |                            |                            |                            |  |  |                            |                            |                            |  |  |                            |                            |                            |
|  | 9                          | 20                         | Chris Wakelin              | 5                  | Neil Robertson    | 8                          |                            |                            |  |  |                            |                            |                            |  |  |                            |                            |                            |
|  | 9                          | 24 et 25 avril             |                            |                    | Neil Robertson    | 8                          |                            |                            |  |  |                            |                            |                            |  |  |                            |                            |                            |
|  | 20                         | Chris Wakelin              | 10                         |                    |                   |                            |                            |                            |  |  |                            |                            |                            |  |  |                            |                            |                            |
|  | 20                         | Chris Wakelin              | 10                         | 20                 | Chris Wakelin     | 13                         |                            |                            |  |  |                            |                            |                            |  |  |                            |                            |                            |
|  | 20 et 21 avril             |                            |                            | 20                 | Chris Wakelin     | 13                         |                            |                            |  |  |                            |                            |                            |  |  |                            |                            |                            |
|  |                            | 8                          | Mark Allen                 | 6                  |                   |                            |                            |                            |  |  |                            |                            |                            |  |  |                            |                            |                            |
|  | 8                          | 8                          | Mark Allen                 | 6                  | Mark Allen        | 10                         |                            |                            |  |  |                            |                            |                            |  |  |                            |                            |                            |
|  | 8                          |                            |                            |                    | Mark Allen        | 10                         | 1, 2 et 3 mai              |                            |  |  |                            |                            |                            |  |  |                            |                            |                            |
|  | 46                         | Fan Zhengyi                | 6                          |                    |                   |                            |                            |                            |  |  |                            |                            |                            |  |  |                            |                            |                            |
|  | 46                         | Fan Zhengyi                | 6                          | a                  | Zhao Xintong      | 17                         |                            |                            |  |  |                            |                            |                            |  |  |                            |                            |                            |
|  | 22 et 23 avril             |                            |                            | a                  | Zhao Xintong      | 17                         |                            |                            |  |  |                            |                            |                            |  |  |                            |                            |                            |
|  |                            | 5                          | Ronnie O'Sullivan          | 7                  |                   |                            |                            |                            |  |  |                            |                            |                            |  |  |                            |                            |                            |
|  | 5                          | 5                          | Ronnie O'Sullivan          | 7                  | Ronnie O'Sullivan | 10                         |                            |                            |  |  |                            |                            |                            |  |  |                            |                            |                            |
|  | 5                          | 26, 27 et 28 avril         |                            |                    | Ronnie O'Sullivan | 10                         |                            |                            |  |  |                            |                            |                            |  |  |                            |                            |                            |
|  | 18                         | Ali Carter                 | 4                          |                    |                   |                            |                            |                            |  |  |                            |                            |                            |  |  |                            |                            |                            |
|  | 18                         | Ali Carter                 | 4                          | 5                  | Ronnie O'Sullivan | 13                         |                            |                            |  |  |                            |                            |                            |  |  |                            |                            |                            |
|  | 22 et 23 avril             |                            |                            | 5                  | Ronnie O'Sullivan | 13                         |                            |                            |  |  |                            |                            |                            |  |  |                            |                            |                            |
|  |                            | 27                         | Pang Junxu                 | 4                  |                   |                            |                            |                            |  |  |                            |                            |                            |  |  |                            |                            |                            |
|  | 12                         | 27                         | Pang Junxu                 | 4                  | Zhang Anda        | 7                          |                            |                            |  |  |                            |                            |                            |  |  |                            |                            |                            |
|  | 12                         |                            |                            |                    | Zhang Anda        | 7                          | 29 et 30 avril             |                            |  |  |                            |                            |                            |  |  |                            |                            |                            |
|  | 27                         | Pang Junxu                 | 10                         |                    |                   |                            |                            |                            |  |  |                            |                            |                            |  |  |                            |                            |                            |
|  | 27                         | Pang Junxu                 | 10                         | 5                  | Ronnie O'Sullivan | 13                         |                            |                            |  |  |                            |                            |                            |  |  |                            |                            |                            |
|  | 21 et 22 avril             |                            |                            | 5                  | Ronnie O'Sullivan | 13                         |                            |                            |  |  |                            |                            |                            |  |  |                            |                            |                            |
|  |                            | 13                         | Si Jiahui                  | 9                  |                   |                            |                            |                            |  |  |                            |                            |                            |  |  |                            |                            |                            |
|  | 13                         | 13                         | Si Jiahui                  | 9                  | Si Jiahui         | 10                         |                            |                            |  |  |                            |                            |                            |  |  |                            |                            |                            |
|  | 13                         | 26, 27 et 28 avril         |                            |                    | Si Jiahui         | 10                         |                            |                            |  |  |                            |                            |                            |  |  |                            |                            |                            |
|  | 23                         | David Gilbert              | 6                          |                    |                   |                            |                            |                            |  |  |                            |                            |                            |  |  |                            |                            |                            |
|  | 23                         | David Gilbert              | 6                          | 13                 | Si Jiahui         | 13                         |                            |                            |  |  |                            |                            |                            |  |  |                            |                            |                            |
|  | 23 et 24 avril             |                            |                            | 13                 | Si Jiahui         | 13                         |                            |                            |  |  |                            |                            |                            |  |  |                            |                            |                            |
|  |                            | 44                         | Ben Woollaston             | 10                 |                   |                            |                            |                            |  |  |                            |                            |                            |  |  |                            |                            |                            |
|  | 4                          | 44                         | Ben Woollaston             | 10                 | Mark Selby        | 8                          |                            |                            |  |  |                            |                            |                            |  |  |                            |                            |                            |
|  | 4                          |                            |                            |                    |                   | 8                          |                            |                            |  |  |                            |                            |                            |  |  |                            |                            |                            |
|  | 44                         | Ben Woollaston             | 10                         |                    |                   |                            |                            |                            |  |  |                            |                            |                            |  |  |                            |                            |                            |
|  | 44                         | Ben Woollaston             | 10                         |                    |                   |                            |                            |                            |  |  |                            |                            |                            |  |  |                            |                            |                            |
|  | 21 avril                   |                            |                            |                    |                   |                            |                            |                            |  |  |                            |                            |                            |  |  |                            |                            |                            |
|  |                            |                            |                            |                    |                   |                            |                            |                            |  |  |                            |                            |                            |  |  |                            |                            |                            |
|  | 3                          | John Higgins               | 10                         |                    |                   |                            |                            |                            |  |  |                            |                            |                            |  |  |                            |                            |                            |
|  | 3                          | John Higgins               | 10                         | 24, 25 et 26 avril |                   |                            |                            |                            |  |  |                            |                            |                            |  |  |                            |                            |                            |
|  | 30                         | Joe O'Connor               | 7                          |                    |                   |                            |                            |                            |  |  |                            |                            |                            |  |  |                            |                            |                            |
|  | 30                         | Joe O'Connor               | 7                          | 3                  | John Higgins      | 13                         |                            |                            |  |  |                            |                            |                            |  |  |                            |                            |                            |
|  | 19 et 20 avril             |                            |                            | 3                  | John Higgins      | 13                         |                            |                            |  |  |                            |                            |                            |  |  |                            |                            |                            |
|  |                            | 14                         | Xiao Guodong               | 12                 |                   |                            |                            |                            |  |  |                            |                            |                            |  |  |                            |                            |                            |
|  | 14                         | 14                         | Xiao Guodong               | 12                 | Xiao Guodong      | 10                         |                            |                            |  |  |                            |                            |                            |  |  |                            |                            |                            |
|  | 14                         |                            |                            |                    | Xiao Guodong      | 10                         | 29 et 30 avril             |                            |  |  |                            |                            |                            |  |  |                            |                            |                            |
|  | 34                         | Matthew Selt               | 4                          |                    |                   |                            |                            |                            |  |  |                            |                            |                            |  |  |                            |                            |                            |
|  | 34                         | Matthew Selt               | 4                          | 3                  | John Higgins      | 12                         |                            |                            |  |  |                            |                            |                            |  |  |                            |                            |                            |
|  | 19 et 20 avril             |                            |                            | 3                  | John Higgins      | 12                         |                            |                            |  |  |                            |                            |                            |  |  |                            |                            |                            |
|  |                            | 6                          | Mark Williams              | 13                 |                   |                            |                            |                            |  |  |                            |                            |                            |  |  |                            |                            |                            |
|  | 11                         | 6                          | Mark Williams              | 13                 | Barry Hawkins     | 9                          |                            |                            |  |  |                            |                            |                            |  |  |                            |                            |                            |
|  | 11                         | 25 et 26 avril             |                            |                    | Barry Hawkins     | 9                          |                            |                            |  |  |                            |                            |                            |  |  |                            |                            |                            |
|  | 24                         | Hossein Vafaei             | 10                         |                    |                   |                            |                            |                            |  |  |                            |                            |                            |  |  |                            |                            |                            |
|  | 24                         | Hossein Vafaei             | 10                         | 24                 | Hossein Vafaei    | 10                         |                            |                            |  |  |                            |                            |                            |  |  |                            |                            |                            |
|  | 19 et 20 avril             |                            |                            | 24                 | Hossein Vafaei    | 10                         |                            |                            |  |  |                            |                            |                            |  |  |                            |                            |                            |
|  |                            | 6                          | Mark Williams              | 13                 |                   |                            |                            |                            |  |  |                            |                            |                            |  |  |                            |                            |                            |
|  | 6                          | 6                          | Mark Williams              | 13                 | Mark Williams     | 10                         |                            |                            |  |  |                            |                            |                            |  |  |                            |                            |                            |
|  | 6                          |                            |                            |                    | Mark Williams     | 10                         | 1, 2 et 3 mai              |                            |  |  |                            |                            |                            |  |  |                            |                            |                            |
|  | 22                         | Wu Yize                    | 8                          |                    |                   |                            |                            |                            |  |  |                            |                            |                            |  |  |                            |                            |                            |
|  | 22                         | Wu Yize                    | 8                          | 6                  | Mark Williams     | 17                         |                            |                            |  |  |                            |                            |                            |  |  |                            |                            |                            |
|  | 23 et 24 avril             |                            |                            | 6                  | Mark Williams     | 17                         |                            |                            |  |  |                            |                            |                            |  |  |                            |                            |                            |
|  |                            | 2                          | Judd Trump                 | 14                 |                   |                            |                            |                            |  |  |                            |                            |                            |  |  |                            |                            |                            |
|  | 7                          | 2                          | Judd Trump                 | 14                 | Luca Brecel       | 10                         |                            |                            |  |  |                            |                            |                            |  |  |                            |                            |                            |
|  | 7                          | 26, 27 et 28 avril         |                            |                    | Luca Brecel       | 10                         |                            |                            |  |  |                            |                            |                            |  |  |                            |                            |                            |
|  | 36                         | Ryan Day                   | 7                          |                    |                   |                            |                            |                            |  |  |                            |                            |                            |  |  |                            |                            |                            |
|  | 36                         | Ryan Day                   | 7                          | 7                  | Luca Brecel       | 13                         |                            |                            |  |  |                            |                            |                            |  |  |                            |                            |                            |
|  | 21 et 22 avril             |                            |                            | 7                  | Luca Brecel       | 13                         |                            |                            |  |  |                            |                            |                            |  |  |                            |                            |                            |
|  |                            | 10                         | Ding Junhui                | 4                  |                   |                            |                            |                            |  |  |                            |                            |                            |  |  |                            |                            |                            |
|  | 10                         | 10                         | Ding Junhui                | 4                  | Ding Junhui       | 10                         |                            |                            |  |  |                            |                            |                            |  |  |                            |                            |                            |
|  | 10                         |                            |                            |                    | Ding Junhui       | 10                         | 29 et 30 avril             |                            |  |  |                            |                            |                            |  |  |                            |                            |                            |
|  | 72                         | Zak Surety                 | 7                          |                    |                   |                            |                            |                            |  |  |                            |                            |                            |  |  |                            |                            |                            |
|  | 72                         | Zak Surety                 | 7                          | 7                  | Luca Brecel       | 8                          |                            |                            |  |  |                            |                            |                            |  |  |                            |                            |                            |
|  | 22 et 23 avril             |                            |                            | 7                  | Luca Brecel       | 8                          |                            |                            |  |  |                            |                            |                            |  |  |                            |                            |                            |
|  |                            | 2                          | Judd Trump                 | 13                 |                   |                            |                            |                            |  |  |                            |                            |                            |  |  |                            |                            |                            |
|  | 15                         | 2                          | Judd Trump                 | 13                 | Shaun Murphy      | 10                         |                            |                            |  |  |                            |                            |                            |  |  |                            |                            |                            |
|  | 15                         | 27 et 28 avril             |                            |                    | Shaun Murphy      | 10                         |                            |                            |  |  |                            |                            |                            |  |  |                            |                            |                            |
|  | 49                         | Daniel Wells               | 4                          |                    |                   |                            |                            |                            |  |  |                            |                            |                            |  |  |                            |                            |                            |
|  | 49                         | Daniel Wells               | 4                          | 15                 | Shaun Murphy      | 10                         |                            |                            |  |  |                            |                            |                            |  |  |                            |                            |                            |
|  | 22 et 23 avril             |                            |                            | 15                 | Shaun Murphy      | 10                         |                            |                            |  |  |                            |                            |                            |  |  |                            |                            |                            |
|  |                            | 2                          | Judd Trump                 | 13                 |                   |                            |                            |                            |  |  |                            |                            |                            |  |  |                            |                            |                            |
|  | 2                          | 2                          | Judd Trump                 | 13                 | Judd Trump        | 10                         |                            |                            |  |  |                            |                            |                            |  |  |                            |                            |                            |
|  | 2                          |                            |                            |                    |                   | 10                         |                            |                            |  |  |                            |                            |                            |  |  |                            |                            |                            |
|  | 32                         | Zhou Yuelong               | 4                          |                    |                   |                            |                            |                            |  |  |                            |                            |                            |  |  |                            |                            |                            |
|  | 32                         | Zhou Yuelong               | 4                          |                    |                   |                            |                            |                            |  |  |                            |                            |                            |  |  |                            |                            |                            |

| Finale (au meilleur des 35 manches) Crucible Theatre, Sheffield, 4 et 5 mai Arbitre : Desislava Bozhilova |                                         |               |
| Zhao Xintong                                                                                              | 18-12                                   | Mark Williams |
| 12 2 104                                                                                                  | Demi-centuries Centuries Meilleur break | 7 1 101       |
| Zhao Xintong remporte le Championnat du monde 2025                                                        |                                         |               |

## Finale
La finale se joue au meilleur des 35 manches. Les sessions se déroulent selon le format suivant : 8 manches pour la 1re session, 9 pour la 2e session, au maximum 8 pour la 3e session (si le finaliste remporte au moins 7 manches) et au maximum 10 pour la 4e session (en cas de manche décisive).
| Joueur        | Manche 1     | Manche 2  | Manche 3 | Manche 4 | Manche 5 | Manche 6 | Manche 7  | Manche 8 | Manche 9 | Manche 10 | Session | Cumul |
| ------------- | ------------ | --------- | -------- | -------- | -------- | -------- | --------- | -------- | -------- | --------- | ------- | ----- |
| Session 1     |              |           |          |          |          |          |           |          |          |           |         |       |
| Zhao Xintong  | 141 (51, 77) | 100 (100) | 47       | 28       | 77 (57)  | 71       | 119 (104) | 95 (83)  | -        | -         | 7       | 7     |
| Mark Williams | 0            | 38        | 44       | 66       | 49       | 61 (61)  | 0         | 0        | -        | -         | 1       | 1     |
| Session 2     |              |           |          |          |          |          |           |          |          |           |         |       |
| Zhao Xintong  | 0            | 8         | 85 (71)  | 74 (56)  | 14       | 0        | 96 (96)   | 71 (71)  | 43       | -         | 4       | 11    |
| Mark Williams | 86 (86)      | 65        | 9        | 0        | 62       | 72 (72)  | 23        | 63 (63)  | 71       | -         | 5       | 6     |
| Session 3     |              |           |          |          |          |          |           |          |          |           |         |       |
| Zhao Xintong  | 76           | 18        | 65 (58)  | 85       | 104 (52) | 14       | 79 (67)   | 63       | -        | -         | 6       | 17    |
| Mark Williams | 5            | 66        | 5        | 45       | 1        | 84 (66)  | 26        | 36       | -        | -         | 2       | 8     |
| Session 4     |              |           |          |          |          |          |           |          |          |           |         |       |
| Zhao Xintong  | 30           | 1         | 6        | 0        | 110 (87) | -        | -         | -        | -        | -         | 1       | 18    |
| Mark Williams | 101 (101)    | 62        | 96 (96)  | 73 (73)  | 8        | -        | -         | -        | -        | -         | 4       | 12    |

Entre parenthèses les centuries et demi-centuries.

## Qualifications
128 joueurs participent aux quatre tours de qualifications à l'issue desquels il n'en reste que 16 qui disputeront le tournoi principal au Crucible Theatre de Sheffield. Les qualifications se déroulent du 7 au 16 avril 2025 à l'English Institute of Sport à Sheffield.
Le tournoi de qualification est tenu selon le même format que la saison précédente. Les joueurs entrent dans la compétition de façon échelonnée :
- 1er tour : 32 têtes de séries (65 à 96) dont les classements mondiaux vont de la 81e à 112e place sont opposées à 32 autres joueurs invités, amateurs et professionnels moins bien classés ;
- 2e tour : les 32 joueurs qualifiés du tour précédent affrontent 32 joueurs classés entre les 49e et 80e places (têtes de séries 33 à 64) ;
- 3e tour : les 32 joueurs qualifiés du tour précédent affrontent 32 joueurs classés entre les 17e et 48e places (têtes de séries 1 à 32) ;
- 4e tour : il oppose les 32 rescapés du 3e tour. Les 16 vainqueurs sont qualifiés pour le tournoi principal.

Toutes les rencontres se jouent au meilleur des 19 manches.
Un perdant au 1er tour ne remporte pas d'argent, il empoche 5 000 livres sterling au 2e tour, 10 000 £ au 3e tour et 15 000 £ au 4e tour. Les 16 qualifiés à l'issue du 4e tour remportent quant à eux chacun 20 000 £.
|  | 1er tour au meilleur des 19 manches | 1er tour au meilleur des 19 manches | 1er tour au meilleur des 19 manches |  |  | 2e tour au meilleur des 19 manches | 2e tour au meilleur des 19 manches | 2e tour au meilleur des 19 manches |  |  | 3e tour au meilleur des 19 manches | 3e tour au meilleur des 19 manches | 3e tour au meilleur des 19 manches |  |    | 4e tour au meilleur des 19 manches | 4e tour au meilleur des 19 manches | 4e tour au meilleur des 19 manches |
|  |                                     |                                     |                                     |  |  |                                    |                                    |                                    |  |  |                                    |                                    |                                    |  |    |                                    |                                    |                                    |
|  | 81                                  | Hammad Miah                         | 10                                  |  |  | 80                                 | Rory Thor                          | 9                                  |  |  | 17                                 | Gary Wilson                        | 10                                 |  |    |                                    |                                    |                                    |
|  | 117                                 | Jonas Luz                           | 0                                   |  |  | 81                                 | Hammad Miah                        | 10                                 |  |  | 81                                 | Hammad Miah                        | 1                                  |  |    | 17                                 | Gary Wilson                        | 9                                  |
|  | 112                                 | Huang Jiahao                        | 10                                  |  |  | 49                                 | Daniel Wells                       | 10                                 |  |  | 48                                 | Dominic Dale                       | 4                                  |  | 49 | Daniel Wells                       | 10                                 |                                    |
|  | a                                   | Amaan Iqbal                         | 4                                   |  |  | 112                                | Huang Jiahao                       | 6                                  |  |  | 49                                 | Daniel Wells                       | 10                                 |  |    |                                    |                                    |                                    |
|  |                                     |                                     |                                     |  |  |                                    |                                    |                                    |  |  |                                    |                                    |                                    |  |    |                                    |                                    |                                    |
|  | 96                                  | Amir Sarkhosh                       | 2                                   |  |  | 65                                 | Ishpreet Singh Chadha              | 10                                 |  |  | 32                                 | Zhou Yuelong                       | 10                                 |  |    |                                    |                                    |                                    |
|  | a                                   | Mateusz Baranowski                  | 10                                  |  |  | a                                  | Mateusz Baranowski                 | 2                                  |  |  | 65                                 | Ishpreet Singh Chadha              | 5                                  |  |    | 32                                 | Zhou Yuelong                       | 10                                 |
|  | 97                                  | Artemijs Žižins                     | 4                                   |  |  | 64                                 | Joe Perry                          | 10                                 |  |  | 33                                 | Yuan Sijun                         | 10                                 |  | 33 | Yuan Sijun                         | 5                                  |                                    |
|  | a                                   | Dylan Emery                         | 10                                  |  |  | a                                  | Dylan Emery                        | 6                                  |  |  | 64                                 | Joe Perry                          | 5                                  |  |    |                                    |                                    |                                    |
|  |                                     |                                     |                                     |  |  |                                    |                                    |                                    |  |  |                                    |                                    |                                    |  |    |                                    |                                    |                                    |
|  | 104                                 | Chris Totten                        | 7                                   |  |  | 57                                 | Liu Hongyu                         | 2                                  |  |  | 40                                 | Ricky Walden                       | 10                                 |  |    |                                    |                                    |                                    |
|  | 113                                 | Mitchell Mann                       | 10                                  |  |  | 113                                | Mitchell Mann                      | 10                                 |  |  | 113                                | Mitchell Mann                      | 9                                  |  |    | 40                                 | Ricky Walden                       | 3                                  |
|  | 89                                  | Antoni Kowalski                     | 10                                  |  |  | 72                                 | Zak Surety                         | 10                                 |  |  | 25                                 | Jack Lisowski                      | 8                                  |  | 72 | Zak Surety                         | 10                                 |                                    |
|  | 114                                 | Reanne Evans                        | 4                                   |  |  | 89                                 | Antoni Kowalski                    | 2                                  |  |  | 72                                 | Zak Surety                         | 10                                 |  |    |                                    |                                    |                                    |
|  |                                     |                                     |                                     |  |  |                                    |                                    |                                    |  |  |                                    |                                    |                                    |  |    |                                    |                                    |                                    |
|  | 105                                 | Wang Yuchen                         | 10                                  |  |  | 56                                 | Graeme Dott                        | w/d                                |  |  | 41                                 | Robert Milkins                     | 5                                  |  |    |                                    |                                    |                                    |
|  | a                                   | Brian Cini                          | 5                                   |  |  | 105                                | Wang Yuchen                        | w/o                                |  |  | 105                                | Wang Yuchen                        | 10                                 |  |    | 105                                | Wang Yuchen                        | 4                                  |
|  | 88                                  | Duane Jones                         | 10                                  |  |  | 73                                 | Ma Hailong                         | 1                                  |  |  | 24                                 | Hossein Vafaei                     | 10                                 |  | 24 | Hossein Vafaei                     | 10                                 |                                    |
|  | a                                   | Florian Nüßle                       | 9                                   |  |  | 88                                 | Duane Jones                        | 10                                 |  |  | 88                                 | Duane Jones                        | 7                                  |  |    |                                    |                                    |                                    |
|  |                                     |                                     |                                     |  |  |                                    |                                    |                                    |  |  |                                    |                                    |                                    |  |    |                                    |                                    |                                    |
|  | 85                                  | Liam Graham                         | 10                                  |  |  | 76                                 | Ross Muir                          | 10                                 |  |  | 21                                 | Tom Ford                           | 7                                  |  |    |                                    |                                    |                                    |
|  | a                                   | Fergal Quinn                        | 9                                   |  |  | 85                                 | Liam Graham                        | 5                                  |  |  | 76                                 | Ross Muir                          | 10                                 |  |    | 76                                 | Ross Muir                          | 4                                  |
|  | 108                                 | Robbie McGuigan                     | 10                                  |  |  | 53                                 | Mark Davis                         | 10                                 |  |  | 44                                 | Ben Woollaston                     | 10                                 |  | 44 | Ben Woollaston                     | 10                                 |                                    |
|  | 119                                 | Hatem Yassen                        | 6                                   |  |  | 108                                | Robbie McGuigan                    | 7                                  |  |  | 53                                 | Mark Davis                         | 9                                  |  |    |                                    |                                    |                                    |
|  |                                     |                                     |                                     |  |  |                                    |                                    |                                    |  |  |                                    |                                    |                                    |  |    |                                    |                                    |                                    |
|  | 92                                  | Ben Mertens                         | 10                                  |  |  | 69                                 | Marco Fu                           | 10                                 |  |  | 28                                 | Elliot Slessor                     | 10                                 |  |    |                                    |                                    |                                    |
|  | a                                   | Daniel Womersley                    | 5                                   |  |  | 92                                 | Ben Mertens                        | 4                                  |  |  | 69                                 | Marco Fu                           | 6                                  |  |    | 28                                 | Elliot Slessor                     | 8                                  |
|  | 101                                 | Ka Wai Cheung                       | 3                                   |  |  | 60                                 | Long Zehuang                       | 8                                  |  |  | 37                                 | Lyu Haotian                        | 4                                  |  | a  | Zhao Xintong                       | 10                                 |                                    |
|  | a                                   | Zhao Xintong                        | 10                                  |  |  | a                                  | Zhao Xintong                       | 10                                 |  |  | a                                  | Zhao Xintong                       | 10                                 |  |    |                                    |                                    |                                    |
|  |                                     |                                     |                                     |  |  |                                    |                                    |                                    |  |  |                                    |                                    |                                    |  |    |                                    |                                    |                                    |
|  | 100                                 | Liam Davies                         | 10                                  |  |  | 61                                 | Sanderson Lam                      | 10                                 |  |  | 36                                 | Ryan Day                           | 10                                 |  |    |                                    |                                    |                                    |
|  | 122                                 | Ahmed Aly Elsayed                   | 2                                   |  |  | 100                                | Liam Davies                        | 9                                  |  |  | 61                                 | Sanderson Lam                      | 5                                  |  |    | 36                                 | Ryan Day                           | 10                                 |
|  | 93                                  | Sunny Akani                         | 10                                  |  |  | 68                                 | David Grace                        | 9                                  |  |  | 29                                 | Noppon Saengkham                   | 7                                  |  | 93 | Sunny Akani                        | 5                                  |                                    |
|  | 116                                 | Kreishh Gurbaxani                   | 3                                   |  |  | 93                                 | Sunny Akani                        | 10                                 |  |  | 93                                 | Sunny Akani                        | 10                                 |  |    |                                    |                                    |                                    |
|  |                                     |                                     |                                     |  |  |                                    |                                    |                                    |  |  |                                    |                                    |                                    |  |    |                                    |                                    |                                    |
|  | 109                                 | Farakh Ajaib                        | 10                                  |  |  | 52                                 | Jordan Brown                       | 10                                 |  |  | 45                                 | Martin O'Donnell                   | 10                                 |  |    |                                    |                                    |                                    |
|  | 121                                 | Baipat Siripaporn                   | 2                                   |  |  | 109                                | Farakh Ajaib                       | 6                                  |  |  | 52                                 | Jordan Brown                       | 8                                  |  |    | 45                                 | Martin O'Donnell                   | 2                                  |
|  | 84                                  | Alexander Ursenbacher               | 10                                  |  |  | 77                                 | Xing Zihao                         | 10                                 |  |  | 20                                 | Chris Wakelin                      | 10                                 |  | 20 | Chris Wakelin                      | 10                                 |                                    |
|  | a                                   | Paul Deaville                       | 6                                   |  |  | 84                                 | Alexander Ursenbacher              | 6                                  |  |  | 77                                 | Xing Zihao                         | 5                                  |  |    |                                    |                                    |                                    |
|  |                                     |                                     |                                     |  |  |                                    |                                    |                                    |  |  |                                    |                                    |                                    |  |    |                                    |                                    |                                    |
|  | 83                                  | Oliver Lines                        | 10                                  |  |  | 78                                 | Michael Holt                       | 10                                 |  |  | 19                                 | Stuart Bingham                     | 6                                  |  |    |                                    |                                    |                                    |
|  | 120                                 | Mohammed Shebab                     | 8                                   |  |  | 83                                 | Oliver Lines                       | 8                                  |  |  | 78                                 | Michael Holt                       | 10                                 |  |    | 78                                 | Michael Holt                       | 4                                  |
|  | 110                                 | Manasawin Phetmalaikul              | 10                                  |  |  | 51                                 | Robbie Williams                    | 10                                 |  |  | 46                                 | Fan Zhengyi                        | 10                                 |  | 46 | Fan Zhengyi                        | 10                                 |                                    |
|  | a                                   | Leone Crowley                       | 3                                   |  |  | 110                                | Manasawin Phetmalaikul             | 4                                  |  |  | 51                                 | Robbie Williams                    | 6                                  |  |    |                                    |                                    |                                    |
|  |                                     |                                     |                                     |  |  |                                    |                                    |                                    |  |  |                                    |                                    |                                    |  |    |                                    |                                    |                                    |
|  | 94                                  | Andrew Pagett                       | 2                                   |  |  | 67                                 | Louis Heathcote                    | 9                                  |  |  | 30                                 | Joe O'Connor                       | 10                                 |  |    |                                    |                                    |                                    |
|  | a                                   | Iulian Boiko                        | 10                                  |  |  | a                                  | Iulian Boiko                       | 10                                 |  |  | a                                  | Iulian Boiko                       | 4                                  |  |    | 30                                 | Joe O'Connor                       | 10                                 |
|  | 99                                  | Allan Taylor                        | 10                                  |  |  | 62                                 | Jamie Clarke                       | 8                                  |  |  | 35                                 | Jackson Page                       | 10                                 |  | 35 | Jackson Page                       | 7                                  |                                    |
|  | a                                   | Joshua Thomond                      | 7                                   |  |  | 99                                 | Allan Taylor                       | 10                                 |  |  | 99                                 | Allan Taylor                       | 2                                  |  |    |                                    |                                    |                                    |
|  |                                     |                                     |                                     |  |  |                                    |                                    |                                    |  |  |                                    |                                    |                                    |  |    |                                    |                                    |                                    |
|  | 102                                 | Julien Leclercq                     | 10                                  |  |  | 59                                 | Jamie Jones                        | 10                                 |  |  | 38                                 | Xu Si                              | 7                                  |  |    |                                    |                                    |                                    |
|  | a                                   | Zhou Jinhao                         | 7                                   |  |  | 102                                | Julien Leclercq                    | 7                                  |  |  | 59                                 | Jamie Jones                        | 10                                 |  |    | 59                                 | Jamie Jones                        | 6                                  |
|  | 91                                  | Jimmy White                         | 10                                  |  |  | 70                                 | Ashley Carty                       | 10                                 |  |  | 27                                 | Pang Junxu                         | 10                                 |  | 27 | Pang Junxu                         | 10                                 |                                    |
|  | a                                   | Anton Kazakov                       | 9                                   |  |  | 91                                 | Jimmy White                        | 5                                  |  |  | 70                                 | Ashley Carty                       | 2                                  |  |    |                                    |                                    |                                    |
|  |                                     |                                     |                                     |  |  |                                    |                                    |                                    |  |  |                                    |                                    |                                    |  |    |                                    |                                    |                                    |
|  | 107                                 | Mostafa Dorgham                     | 7                                   |  |  | 54                                 | Matthew Stevens                    | 10                                 |  |  | 43                                 | Thepchaiya Un-Nooh                 | 8                                  |  |    |                                    |                                    |                                    |
|  | a                                   | Simon Blackwell                     | 10                                  |  |  | a                                  | Simon Blackwell                    | 3                                  |  |  | 54                                 | Matthew Stevens                    | 10                                 |  |    | 54                                 | Matthew Stevens                    | 9                                  |
|  | 86                                  | Andrew Higginson                    | 10                                  |  |  | 75                                 | Jiang Jun                          | 10                                 |  |  | 22                                 | Wu Yize                            | 10                                 |  | 22 | Wu Yize                            | 10                                 |                                    |
|  | a                                   | Ryan Thomerson                      | 7                                   |  |  | 86                                 | Andrew Higginson                   | 5                                  |  |  | 75                                 | Jiang Jun                          | 4                                  |  |    |                                    |                                    |                                    |
|  |                                     |                                     |                                     |  |  |                                    |                                    |                                    |  |  |                                    |                                    |                                    |  |    |                                    |                                    |                                    |
|  | 87                                  | Gong Chenzhi                        | 10                                  |  |  | 74                                 | Stuart Carrington                  | 8                                  |  |  | 23                                 | David Gilbert                      | 10                                 |  |    |                                    |                                    |                                    |
|  | a                                   | Kaylan Patel                        | 7                                   |  |  | 87                                 | Gong Chenzhi                       | 10                                 |  |  | 87                                 | Gong Chenzhi                       | 6                                  |  |    | 23                                 | David Gilbert                      | 10                                 |
|  | 106                                 | Haris Tahir                         | 10                                  |  |  | 55                                 | Aaron Hill                         | 10                                 |  |  | 42                                 | Anthony McGill                     | 5                                  |  | 55 | Aaron Hill                         | 9                                  |                                    |
|  | a                                   | Joshua Cooper                       | 6                                   |  |  | 106                                | Haris Tahir                        | 0                                  |  |  | 55                                 | Aaron Hill                         | 10                                 |  |    |                                    |                                    |                                    |
|  |                                     |                                     |                                     |  |  |                                    |                                    |                                    |  |  |                                    |                                    |                                    |  |    |                                    |                                    |                                    |
|  | 90                                  | Liam Pullen                         | 5                                   |  |  | 71                                 | Tian Pengfei                       | 6                                  |  |  | 26                                 | Stephen Maguire                    | 3                                  |  |    |                                    |                                    |                                    |
|  | a                                   | Gao Yang                            | 10                                  |  |  | a                                  | Gao Yang                           | 10                                 |  |  | a                                  | Gao Yang                           | 10                                 |  |    | a                                  | Gao Yang                           | 9                                  |
|  | 103                                 | Haydon Pinhey                       | 3                                   |  |  | 58                                 | David Lilley                       | 10                                 |  |  | 39                                 | Lei Peifan                         | 10                                 |  | 39 | Lei Peifan                         | 10                                 |                                    |
|  | 118                                 | Ken Doherty                         | 10                                  |  |  | 118                                | Ken Doherty                        | 2                                  |  |  | 58                                 | David Lilley                       | 6                                  |  |    |                                    |                                    |                                    |
|  |                                     |                                     |                                     |  |  |                                    |                                    |                                    |  |  |                                    |                                    |                                    |  |    |                                    |                                    |                                    |
|  | 98                                  | Bulcsú Révész                       | 2                                   |  |  | 63                                 | Anthony Hamilton                   | 10                                 |  |  | 34                                 | Matthew Selt                       | 10                                 |  |    |                                    |                                    |                                    |
|  | a                                   | Steven Hallworth                    | 10                                  |  |  | a                                  | Steven Hallworth                   | 8                                  |  |  | 63                                 | Anthony Hamilton                   | 3                                  |  |    | 34                                 | Matthew Selt                       | 10                                 |
|  | 95                                  | Dean Young                          | 10                                  |  |  | 66                                 | Stan Moody                         | 10                                 |  |  | 31                                 | Jimmy Robertson                    | 10                                 |  | 31 | Jimmy Robertson                    | 9                                  |                                    |
|  | a                                   | Michał Szubarczyk                   | 8                                   |  |  | 95                                 | Dean Young                         | 3                                  |  |  | 66                                 | Stan Moody                         | 9                                  |  |    |                                    |                                    |                                    |
|  |                                     |                                     |                                     |  |  |                                    |                                    |                                    |  |  |                                    |                                    |                                    |  |    |                                    |                                    |                                    |
|  | 111                                 | Bai Yulu                            | 3                                   |  |  | 50                                 | He Guoqiang                        | 10                                 |  |  | 47                                 | Scott Donaldson                    | 9                                  |  |    |                                    |                                    |                                    |
|  | a                                   | Liam Highfield                      | 10                                  |  |  | a                                  | Liam Highfield                     | 3                                  |  |  | 50                                 | He Guoqiang                        | 10                                 |  |    | 50                                 | He Guoqiang                        | 5                                  |
|  | 82                                  | Ian Burns                           | 10                                  |  |  | 79                                 | Alfie Burden                       | 4                                  |  |  | 18                                 | Ali Carter                         | 10                                 |  | 18 | Ali Carter                         | 10                                 |                                    |
|  | 115                                 | Mink Nutcharut                      | 4                                   |  |  | 82                                 | Ian Burns                          | 10                                 |  |  | 82                                 | Ian Burns                          | 8                                  |  |    |                                    |                                    |                                    |

## Centuries

### Tournoi principal
Un total de 107 centuries a été réalisé pendant le tournoi principal.
- 147, 105, 102, 102, 100  Mark Allen
- 142, 128, 115, 112, 104, 100  Zhao Xintong
- 141, 116, 110, 107  Ding Junhui
- 138, 133, 112, 103, 100  Shaun Murphy
- 136, 109, 110, 104  Zak Surety
- 136, 120  Wu Yize
- 136, 106  Kyren Wilson
- 135, 131, 123,121, 117, 107, 105  Ronnie O'Sullivan
- 135, 100  Mark Selby
- 132, 117, 116, 116, 115, 114, 114, 113, 110, 109, 106, 106, 104, 100  Judd Trump
- 132, 123, 115, 110, 109,107, 104  Hossein Vafaei
- 131, 129, 114, 114, 101  John Higgins
- 131, 106  Matthew Selt
- 131, 115, 109  Daniel Wells
- 130, 120  Lei Peifan
- 128, 121, 112, 104, 100  Luca Brecel
- 126, 101, 100  Si Jiahui
- 126, 101  Ryan Day
- 123, 122, 116, 115, 105, 104, 101, 101, 100  Mark Williams
- 120, 114, 109  Xiao Guodong
- 119, 111, 102  Pang Junxu
- 119, 108  Chris Wakelin
- 117, 100  Neil Robertson
- 110, 100  Ben Woollaston
- 107  Ali Carter
- 106  Barry Hawkins
- 104, 102  David Gilbert
- 103  Fan Zhengyi
- 100  Joe O'Connor

### Qualifications
Un total de 143 centuries a été réalisé pendant les tours qualificatifs.
- 147, 147, 131, 109  Jackson Page
- 143, 107, 100, 100  Robbie Williams
- 142  Julien Leclercq
- 141, 137, 134, 132, 128, 127, 122, 116, 112, 108, 103, 100  Zhao Xintong
- 141, 109, 102  Ian Burns
- 140, 135, 123, 113, 111, 108, 104  Hossein Vafaei
- 140  Stuart Carrington
- 139, 138  Marco Fu
- 139, 133, 108, 103, 102, 100  Zak Surety
- 139, 127, 122, 113, 105, 103  Wu Yize
- 138, 103, 100  Stan Moody
- 137, 133, 126, 102  Sanderson Lam
- 136, 120  Gao Yang
- 136, 118  Alexander Ursenbacher
- 135, 133, 123, 104  Fan Zhengyi
- 135, 102, 100  He Guoqiang
- 135  Oliver Lines
- 134, 129, 104  Joe Perry
- 134, 107  Andrew Higginson
- 133, 105  Jack Lisowski
- 133  Matthew Stevens
- 132, 105  Wang Yuchen
- 132  Long Zehuang
- 131, 126, 114, 113  Elliot Slessor
- 131  Dominic Dale
- 130, 111  Noppon Saengkham
- 130  Michael Holt
- 129, 128  Iulian Boiko
- 129, 101, 100  Gary Wilson
- 128, 106, 105  Jamie Jones
- 126, 106, 101  Dean Young
- 126  Jimmy White
- 125, 106  Jimmy Robertson
- 124  Ricky Walden
- 123, 102  Lei Peifan
- 122  Jordan Brown
- 122  Ishpreet Singh Chadha
- 118, 117, 104  Zhou Yuelong
- 118, 102  Mitchell Mann
- 118  David Gilbert
- 118  Liu Hongyu
- 116  Tom Ford
- 115  Haris Tahir
- 114  Alfie Burden
- 112, 102  Matthew Selt
- 111, 110  Allan Taylor
- 111  Dylan Emery
- 109, 102  Jiang Jun
- 109  Farakh Ajaib
- 109  Stephen Maguire
- 109  Yuan Sijun
- 108, 106  Xu Si
- 107  Pang Junxu
- 107  Amir Sarkhosh
- 106  Daniel Wells
- 105  Sunny Akani
- 105  Mark Davis
- 105  Aaron Hill
- 104, 103  Hammad Miah
- 104, 101  Ryan Day
- 104  Mateusz Baranowski
- 104  Simon Blackwell
- 104  Ben Woollaston
- 103  Ashley Carty
- 103  Scott Donaldson
- 101  Rory Thor
- 100  David Lilley
- 100  Joe O'Connor

## Participants par pays
|                 | CHN | WAL | ENG | SCO | BEL | IRN | NIR | AUS | THA                                          | HKG                                          | IRL                                          | UKR                                          | IND                                          | POL                                          | PAK                                          | SUI                                          | MYS                                          | EGY                                          | AUT                                          | BRA                                          | HUN                                          | LAT                                          | MLT                                          | UAE                                          | USA                                          | Total |
| --------------- | --- | --- | --- | --- | --- | --- | --- | --- | -------------------------------------------- | -------------------------------------------- | -------------------------------------------- | -------------------------------------------- | -------------------------------------------- | -------------------------------------------- | -------------------------------------------- | -------------------------------------------- | -------------------------------------------- | -------------------------------------------- | -------------------------------------------- | -------------------------------------------- | -------------------------------------------- | -------------------------------------------- | -------------------------------------------- | -------------------------------------------- | -------------------------------------------- | ----- |
| Finale          | 1   | 1   | -   | -   | -   | -   | -   | -   | Aucun représentant dans le tournoi principal | Aucun représentant dans le tournoi principal | Aucun représentant dans le tournoi principal | Aucun représentant dans le tournoi principal | Aucun représentant dans le tournoi principal | Aucun représentant dans le tournoi principal | Aucun représentant dans le tournoi principal | Aucun représentant dans le tournoi principal | Aucun représentant dans le tournoi principal | Aucun représentant dans le tournoi principal | Aucun représentant dans le tournoi principal | Aucun représentant dans le tournoi principal | Aucun représentant dans le tournoi principal | Aucun représentant dans le tournoi principal | Aucun représentant dans le tournoi principal | Aucun représentant dans le tournoi principal | Aucun représentant dans le tournoi principal | 2     |
| Demi-finales    | 1   | 1   | 2   | -   | -   | -   | -   | -   | Aucun représentant dans le tournoi principal | Aucun représentant dans le tournoi principal | Aucun représentant dans le tournoi principal | Aucun représentant dans le tournoi principal | Aucun représentant dans le tournoi principal | Aucun représentant dans le tournoi principal | Aucun représentant dans le tournoi principal | Aucun représentant dans le tournoi principal | Aucun représentant dans le tournoi principal | Aucun représentant dans le tournoi principal | Aucun représentant dans le tournoi principal | Aucun représentant dans le tournoi principal | Aucun représentant dans le tournoi principal | Aucun représentant dans le tournoi principal | Aucun représentant dans le tournoi principal | Aucun représentant dans le tournoi principal | Aucun représentant dans le tournoi principal | 4     |
| Quart de finale | 2   | 1   | 3   | 1   | 1   | -   | -   | -   | Aucun représentant dans le tournoi principal | Aucun représentant dans le tournoi principal | Aucun représentant dans le tournoi principal | Aucun représentant dans le tournoi principal | Aucun représentant dans le tournoi principal | Aucun représentant dans le tournoi principal | Aucun représentant dans le tournoi principal | Aucun représentant dans le tournoi principal | Aucun représentant dans le tournoi principal | Aucun représentant dans le tournoi principal | Aucun représentant dans le tournoi principal | Aucun représentant dans le tournoi principal | Aucun représentant dans le tournoi principal | Aucun représentant dans le tournoi principal | Aucun représentant dans le tournoi principal | Aucun représentant dans le tournoi principal | Aucun représentant dans le tournoi principal | 8     |
| 2e tour         | 6   | 1   | 5   | 1   | 1   | 1   | 1   | -   | Aucun représentant dans le tournoi principal | Aucun représentant dans le tournoi principal | Aucun représentant dans le tournoi principal | Aucun représentant dans le tournoi principal | Aucun représentant dans le tournoi principal | Aucun représentant dans le tournoi principal | Aucun représentant dans le tournoi principal | Aucun représentant dans le tournoi principal | Aucun représentant dans le tournoi principal | Aucun représentant dans le tournoi principal | Aucun représentant dans le tournoi principal | Aucun représentant dans le tournoi principal | Aucun représentant dans le tournoi principal | Aucun représentant dans le tournoi principal | Aucun représentant dans le tournoi principal | Aucun représentant dans le tournoi principal | Aucun représentant dans le tournoi principal | 16    |
| 1er tour        | 10  | 4   | 13  | 1   | 1   | 1   | 1   | 1   | Aucun représentant dans le tournoi principal | Aucun représentant dans le tournoi principal | Aucun représentant dans le tournoi principal | Aucun représentant dans le tournoi principal | Aucun représentant dans le tournoi principal | Aucun représentant dans le tournoi principal | Aucun représentant dans le tournoi principal | Aucun représentant dans le tournoi principal | Aucun représentant dans le tournoi principal | Aucun représentant dans le tournoi principal | Aucun représentant dans le tournoi principal | Aucun représentant dans le tournoi principal | Aucun représentant dans le tournoi principal | Aucun représentant dans le tournoi principal | Aucun représentant dans le tournoi principal | Aucun représentant dans le tournoi principal | Aucun représentant dans le tournoi principal | 32    |
| Qualifications  |     |     |     |     |     |     |     |     |                                              |                                              |                                              |                                              |                                              |                                              |                                              |                                              |                                              |                                              |                                              |                                              |                                              |                                              |                                              |                                              |                                              |       |
| 4e tour         | 9   | 5   | 13  | 1   | -   | 1   | -   | -   | 1                                            | 1                                            | 1                                            | -                                            | -                                            | -                                            | -                                            | -                                            | -                                            | -                                            | -                                            | -                                            | -                                            | -                                            | -                                            | -                                            | -                                            | 32    |
| 3e tour         | 14  | 7   | 29  | 4   | -   | 1   | 1   | -   | 3                                            | 2                                            | 1                                            | 1                                            | 1                                            | -                                            | -                                            | -                                            | -                                            | -                                            | -                                            | -                                            | -                                            | -                                            | -                                            | -                                            | -                                            | 64    |
| 2e tour         | 11  | 7   | 24  | 4   | 2   | -   | 2   | -   | 2                                            | 2                                            | 2                                            | 1                                            | 1                                            | 2                                            | 2                                            | 1                                            | 1                                            | -                                            | -                                            | -                                            | -                                            | -                                            | -                                            | -                                            | -                                            | 64    |
| 1er tour        | 6   | 4   | 18  | 4   | 2   | 1   | 2   | 1   | 4                                            | 2                                            | 2                                            | 2                                            | 1                                            | 3                                            | 2                                            | 1                                            | -                                            | 2                                            | 1                                            | 1                                            | 1                                            | 1                                            | 1                                            | 1                                            | 1                                            | 64    |